# Pandeli Evangjeli
Pandeli Evangjeli (ur. 1859 w Korczy, zm. 14 września 1949 tamże) – działacz niepodległościowy, polityk i dyplomata albański.

## Życiorys
Wywodził się z albańskiej diaspory w Rumunii. W 1896 r. był współtwórcą albańskiego klubu patriotycznego w Bukareszcie. Po zakończeniu I wojny światowej został wydelegowany przez albańską kolonię w Rumunii jako jej przedstawiciel na konferencji wersalskiej.
Po międzynarodowym uznaniu niepodległości Albanii w 1920 r. pełnił wysokie funkcje państwowe. 16 października 1921 r. został mianowany premierem. Po niespełna dwóch miesiącach urzędowania został zmuszony do ustąpienia 6 grudnia za zbytnie uleganie wpływom ambitnego i niezależnego Ahmeda Zogu. Jego ustąpienie zapoczątkowało trwający ponad miesiąc kryzys gabinetowy. W późniejszym czasie Evangjeli zajmował różne stanowiska rządowe, pełniąc m.in. funkcję ministra spraw zagranicznych i przewodniczącego parlamentu albańskiego.
Po raz drugi premierem został 6 marca 1930 r. Jego rząd zmuszony był do uporania się z wieloma narastającymi problemami wewnętrznymi, bezpośrednim powodem jego ustąpienia 16 października 1935 r. była klęska głodu, która nawiedziła kraj. Nowym premierem został Mehdi Frashëri.
W 1939 r. Evangjeli wycofał się z polityki.